# Synagoga Maharama w Lublinie
Synagoga Maharama w Lublinie – zniszczona w 1942 synagoga znajdująca się w Lublinie przy nieistniejącej obecnie ulicy Jatecznej 3, wchodząca w skład kompleksu synagogalnego na Podzamczu.

## Historia
Synagoga została zbudowana pod koniec XVI lub na początku XVII w. jako budynek przylegający do południowej ściany synagogi Maharszala. Została nazwana na cześć lubelskiego rektora i rabina Meira ben Gedalii, zwanego Maharamem.
Była przeznaczona do odprawiania nabożeństw szabatowych. Obie synagogi łącznie mogły pomieścić ponad 3000 modlących się osób.
W synagodze prawdopodobnie odbywały się posiedzenia sejmów żydowskich. Podczas najazdu kozacko-moskiewskiego na Lublin w 1655 napastnicy doszczętnie spalili synagogę, którą w krótkim czasie odbudowano. Przez kolejne lata była ona zaniedbana i nieremontowana, co doprowadziło w 1854, w nocy po Jom Kipur, do katastrofy budowlanej, podczas której zawaliły się stropy budynku. W 1866 zakończono długą i żmudną odbudowę synagogi. Ze starej bożnicy pozostawiono jedynie pierwotny obrys murów zewnętrznych.
W okresie międzywojennym, ze względu na zły stan techniczny, planowano przeprowadzić rozległy remont budynku, lecz wybuch wojny przerwał te plany. Podczas II wojny światowej niemieckie władze okupacyjne nakazały zamknąć synagogę dla celów kultowych. W jej wnętrzu znajdowało się schronisko dla ubogich, uchodźców i wysiedleńców. Po likwidacji lubelskiego getta synagoga w 1942 wraz z całym kompleksem synagogalnym została wysadzona w powietrze.
Po zakończeniu wojny ruiny synagogi stały jeszcze przez kilka lat. Zostały rozebrane w 1954 na polecenie ówczesnych władz miasta, ze względu na budowę nowej sieci dróg. O synagodze przypomina jedynie wbudowana w stok wzgórza zamkowego, wykonana z granitu tablica pamiątkowa, na której znajduje się, upamiętniający to miejsce, napis w języku polskim, jidysz i hebrajskim.
W 2007 z inicjatywy Ośrodka Brama Grodzka-Teatr NN stworzono komputerowy, trójwymiarowy model synagogi Maharszala i Maharama. Jej projekt w komputerowej Technologii Rzeczywistości Wirtualnej przygotował Krzysztof Mucha ze spółki Servodata Elektronik.

## Architektura
Murowany budynek synagogi, w stylu renesansowym, wzniesiono na planie wydłużonego prostokąta w kierunku wschód-zachód. Wejście do niej odbywało się poprzez klatkę schodową znajdującą się w synagodze Maharszala po południowej stronie przedsionka.
O układzie bóżnic sprzed pożaru w 1656 nie ma żadnych informacji. Sprzed pożaru w 1856 jedynym śladem są ich obrysy na planach miasta z lat: 1783, około 1800, 1823 oraz 1829. Na wszystkich planach wyróżniają się one swą wielkością. Obrys na planie z 1823 jest podobny do rysunku pomiarowego z 1920. Do dziś zachowało się kilkanaście zdjęć, rysunków i planów architektonicznych z okresu międzywojennego, dzięki którym znany jest wygląd zewnętrzny i wnętrza synagogi.
Podzielona była wzdłuż na dwa długie i wąskie, poprzedzone przedsionkiem, pomieszczenia: główną salę modlitewną przylegającą do sali głównej Maharszalszul oraz babiniec od strony zewnętrznej – obie przekryte płaskimi stropami drewnianymi. Do sali męskiej wchodziło się przez klatkę schodową, do której wchodziło się drugimi drzwiami od strony południowej w elewacji zachodniej.
Na środku głównej sali modlitewnej stała niska, ośmioboczna, dwuwejściowa i otoczona balustradą bima. Na ścianie wschodniej stał skromny Aron ha-kodesz zwieńczony tablicami Dekalogu i nakryty parochetem z wyhaftowaną gwiazdą Dawida. Na te ścianie namalowana była polichromia przedstawiająca w sposób iluzjonistyczny koratę oraz niezidentyfikowany obraz.